# Ganyra josephina
Ganyra josephina är en fjärilsart som först beskrevs av Jean Baptiste Godart 1819.  Ganyra josephina ingår i släktet Ganyra och familjen vitfjärilar. Inga underarter finns listade i Catalogue of Life.

## Bildgalleri

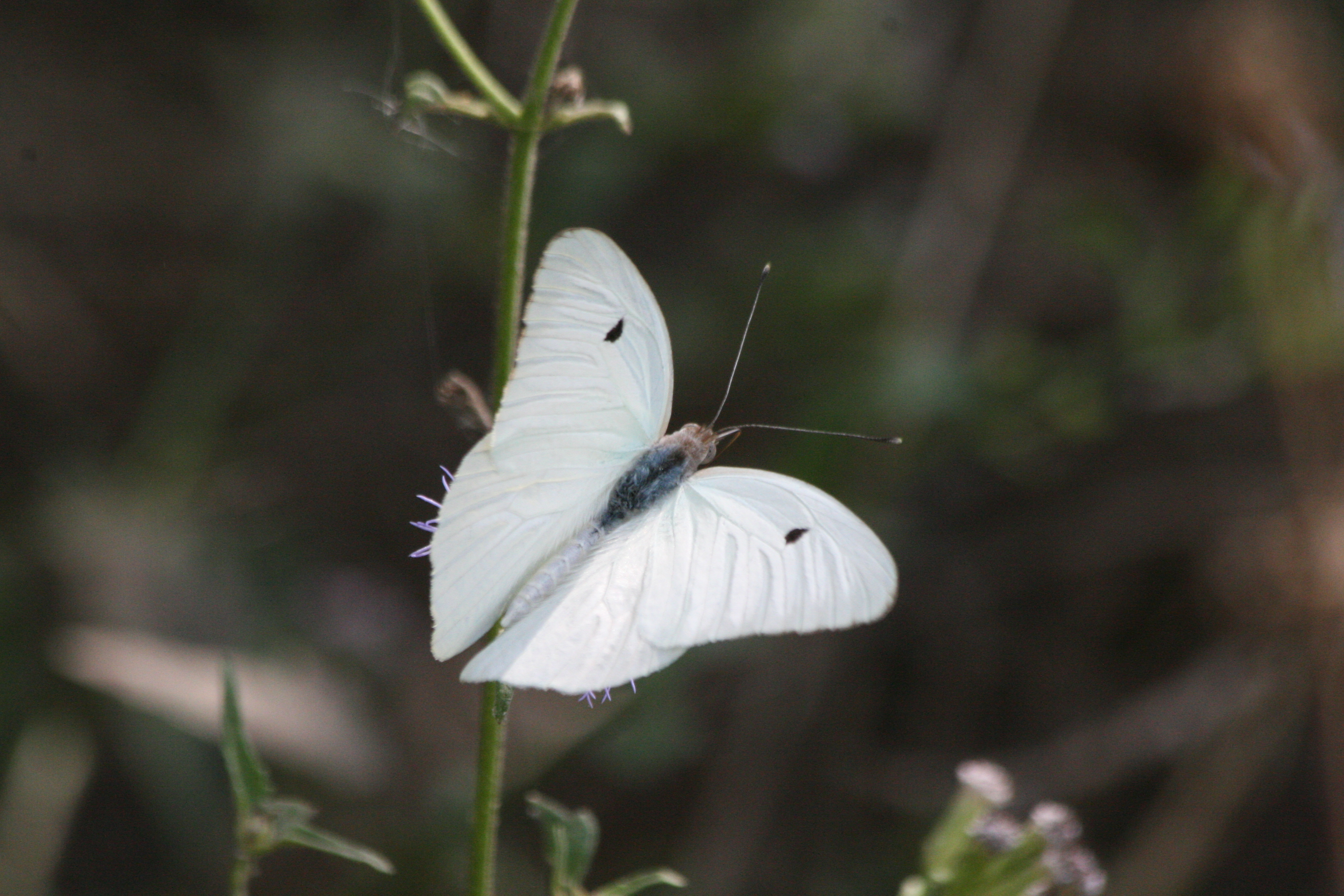